# Pseudautomeris armidia
Pseudautomeris armidia är en fjärilsart som beskrevs av Jacob Hübner 1820. Pseudautomeris armidia ingår i släktet Pseudautomeris och familjen påfågelsspinnare. Inga underarter finns listade i Catalogue of Life.